# 옥천 척화비
옥천 척화비(沃川 斥和碑)는 충청북도 옥천군 옥천읍 삼양리에 있는 척화비이다. 1976년 12월 21일 충청북도의 기념물 제6호로 지정되었다.

## 개요
척화비는 조선 후기 병인양요(1866)와 신미양요(1871)를 승리로 이끈 흥선대원군이 서양세력을 배척할 것을 온 백성에게 경고하고자 서울과 전국 교통 요충지에 세우도록 한 비이다.
이 척화비는 원래 땅에 묻히었다가 후에 산 기슭으로 자리를 옮겨 이곳에 남게 되었다. 길쭉한 직사각형으로 각 면이 많이 파손된 모습이다. 앞면에는 ‘서양 오랑캐가 침입하는데 싸우지 않으면 화친하는 것이요, 화친을 주장하는 것은 나라를 팔아먹는 것이다’라는 글을 새겨 대원군의 강력한 쇄국의지를 적고 있다.
척화비를 세운 시기는 고종 8년(1871)으로, 후에 임오군란(1882)이 발생하고 대원군이 청나라에 납치되자 일본공사의 요구로 대부분 철거되고, 현재는 이처럼 몇 기의 비들만 곳곳에 남아 있다.

## 참고 자료
- 옥천 척화비 - 국가유산청 국가유산포털